# Viéville (glaciär)
Viéville är en glaciär i Antarktis. Den ligger i Sydshetlandsöarna. Argentina, Chile och Storbritannien gör anspråk på området. Viéville ligger 29 meter över havet.
Terrängen runt Viéville är lite kuperad. Havet är nära Viéville åt sydväst. Trakten är glest befolkad. Närmaste befolkade plats är Commandante Ferraz Station, 9,7 kilometer norr om Viéville. 